# Достоєвський Олександр Андрійович
Олександр Андрійович Достоєвський (рос. Достоевский Александр Андреевич; 3 [15] лютого 1857, Єлизаветград — 6 [18] жовтня 1894, Санкт-Петербург
) — російський вчений-гістолог. Син Андрія Михайловича Достоєвського, старший брат Андрія Андрійовича Достоєвського, племінник письменника Ф. М. Достоєвського.

## Біографія
Закінчив Ярославську гімназію (1876) і Петербурзьку Медико-хірургічну академію (1881).
Із 1884 року — доктор медицини (дисертація «Матеріали для мікроскопічної анатомії надниркових залоз»). В 1885 році був відряджений за кордон, де займався головним чином у Вальдейера в Берліні. Потім працював прозектором на кафедрі гістології в Імператорській Військово-медичній академії, а з 1888 р. приват-доцент. Опублікував у журналі «Archive für mikroskopische Anatomie» статті «Про будову тілець Грандрі» (нім. Über den Bau der Graudryschen Körperchen; т. 26), «Про будову передньої долі гіпофіза» (нім. Über den Bau der Vorderlappen des Hirnanhanges; т. 26) та «Про будову війкового тіла та райдужної оболонки у ссавців» (нім. Über den Bau des Corpus ciliare und der Iris von Säugetieren; т. 28).
О. А. Достоєвський часто бував у будинку Федора Михайловича Достоєвського, який подарував йому 13 грудня 1879 року нове видання «Принижених та зневажених», супроводивши написом: «Люблячому племіннику Олександру Андрійовичу від люблячого його дядька».
Помер від прогресивного паралічу. Похований на Смоленському православному кладовищі, поряд із могилами батька — Андрія Михайловича та брата — Андрія Андрійовича Достоєвських. Могили збереглися та були капітально відремонтовані у 2006 році до 500-річчя роду Достоєвських.